# Kolki (Oriol)
|  | Per a altres significats, vegeu «Kolki». |

Kolki (en rus: Колки) és un poble de l'óblast d'Oriol, a Rússia, segons el cens del 2010 tenia 265 habitants. Pertany al districte municipal de Kromi.